# Ижевка (Татарстан)
Ижёвка — село в Менделеевском районе Республики Татарстан Российской Федерации.
Крупнейший сельский населённый пункт района и единственный населённый пункт Ижевского сельского поселения.

## География
Расположено на северо-востоке района на берегу Нижнекамского водохранилища в устье р. Ахтиялка в 7 км от автодороги Менделеевск — Крынды — Агрыз и в 4,5 км от границы республики.
Расстояние до г. Менделеевск составляет 21 км (по дороге — 25 км).

## История
Известно с 1681 года как деревня Тихая Гора, более позднее название — Ижевское Устье (до образования водохранилища возле села находилось место впадения реки Иж в Каму).
До 1860-х гг. жители относились к категории удельных (бывших дворцовых) крестьян. Основные занятия жителей в этот период – земледелие и скотоводство, были распространены рыболовство, извоз, работа грузчиками на камских пристанях. 
С 1888 г. в селе функционировала церковно-приходская школа.
В конце XIX в. в селе располагалась земская станция, функционировали водяная мельница, хлебозапасный магазин, кузница, маслобойня, питейный дом. В 1914 г. в селе открыта библиотека.
В окрестностях села располагается источник минеральной воды, получивший известность еще в XIX в. С 1858 г. минеральную воду во врачебной практике использовал врач Н.Г.Крылов. В 1903 г. землемер, малмыжский мещанин Д.Ф.Спиридонов взял в аренду источник вблизи села и создал товарищество по розливу минеральной воды. «Спиридоновская вода» получила серебряную медаль на Международных выставках в Казани (1909 г.) и Санкт-Петербурге (1913 г.).
С целью создания лечебного курорта было создано акционерное общество «Спиридоновские минеральные воды» (учредители – тайный советник В.И.Ковалевский, профессора Военно-медицинской академии В.Н.Сиротин, С.П.Федоров, бальнеолог-химик профессор С.И.Залесский, лаборант Военно-медицинской академии Д.М.Цвет, инженер А.Ф.Спиридонов и владелец Ижевского источника Д.Ф.Спиридонов).

### Административно-территориальная принадлежность
До 1921 года относилось к Вятской губернии, с 1921 года — в составе Татарской АССР.

## Население
| 1782 | 1836 | 1859 | 1887 | 1920 | 1926 | 1938 | 1949 | 1958 | 1970 | 1979 | 1989 | 2002 | 2010 | 2017 |
| ---- | ---- | ---- | ---- | ---- | ---- | ---- | ---- | ---- | ---- | ---- | ---- | ---- | ---- | ---- |
| 77   | 391  | 600  | 736  | 805  | 697  | 990  | 700  | 463  | 697  | 530  | 793  | 930  | 1009 | 940  |

Национальный состав населения: 2002 - татары (58%), русские (37%); 2017 - татары (55%), русские (39%),  кряшены (5%). 
Численность экономически активного населения в селе — около 75 % от общего числа сельчан.

## Известные уроженцы
Л.Д.Белоусов (р. 1925) – педагог, заслуженный учитель РФ;
М.Н.Гоголев (р. 1956) – писатель, обладатель Международной литературной премии «Филантроп» (дважды).
С селом связана жизнь и деятельность Ф.З.Ахметзянова – заслуженного врача РТ, главного врача санатория «Шифалы су – Ижминводы» (в 1985–2005 гг.), внесшего большой вклад в модернизацию санатория.

## Инфраструктура
Личное подсобное хозяйство. Площадь земли под приусадебными участками составляет 43,02 га.
На территории села находятся: курорт-санаторий «Ижминводы», завод по выпуску минеральной воды «Шифалы Су», средняя общеобразовательная школа, ясли-сад, дом культуры, библиотека, магазины, кафе, мечеть, церковь, пристань Ижевский Источник.

## Транспорт
Развит автомобильный и водный транспорт.
Остановка общественного транспорта «Ижевка». Пристань «Ижевский Источник».